# اساگری
اساگری روستایی در استان ریفت والی، کنیا می‌باشد.